# روث سوكو
روث سوكو (بالإنجليزية: Ruth Suckow)‏‏ (6 أغسطس 1892 في هاواردين - 23 يناير 1960 )؛ روائية، وكاتبة قصص قصيرة من الولايات المتحدة.